# Канал Сен Лорен
Канал Сен Лорен (енгл. St. Lawence Seaway, фр. la Voie Maritime du Saint-Laurent) је систем брана и канала у Канади и САД који омогућава океанским пловилима да путују од Атлантског океана до Великих језера Северне Америке, све до Дулута у Минесоти, на западном крају Горњег језера. Канал је добио име по реци Сен Лорен, која тече од језера Онтарио до Атлантског океана. Правно, морски пут се протеже од Монтреала, Квебека, до језера Ири, и укључује канал Веленд. Бродови са Атлантског океана могу да стигну до лука у свих пет Великих језера.
Канал Сен Лорен није континуирани канал; уместо тога, састоји се од неколико деоница пловних канала унутар реке, низа брана и канала дуж обала реке Сен Лорен а да би се заобишло неколико брзака и брана. Неким бранама управља Корпорација за управљање каналом Сен Лорен у Канади, а осталима у Сједињеним Државама Корпорација за развој канала Сен Лорен; два тела заједно рекламирају канал као део "Аутопута H2О" .  Део реке од Монтреала до Атлантика је под канадском надлежношћу, а управљањју се из уреда Транспорта Канаде у луци Квебек.